# Ferdinand Monoyer
Ferdinand Charles Edmond Monoyer, né le 9 mai 1836 à Lyon et mort le 11 juillet 1912 à Lyon, est un physicien et ophtalmologue français, inventeur de la dioptrie et d'une échelle optométrique pour la mesure de l'acuité visuelle : l'échelle Monoyer.

## Aperçu biographique

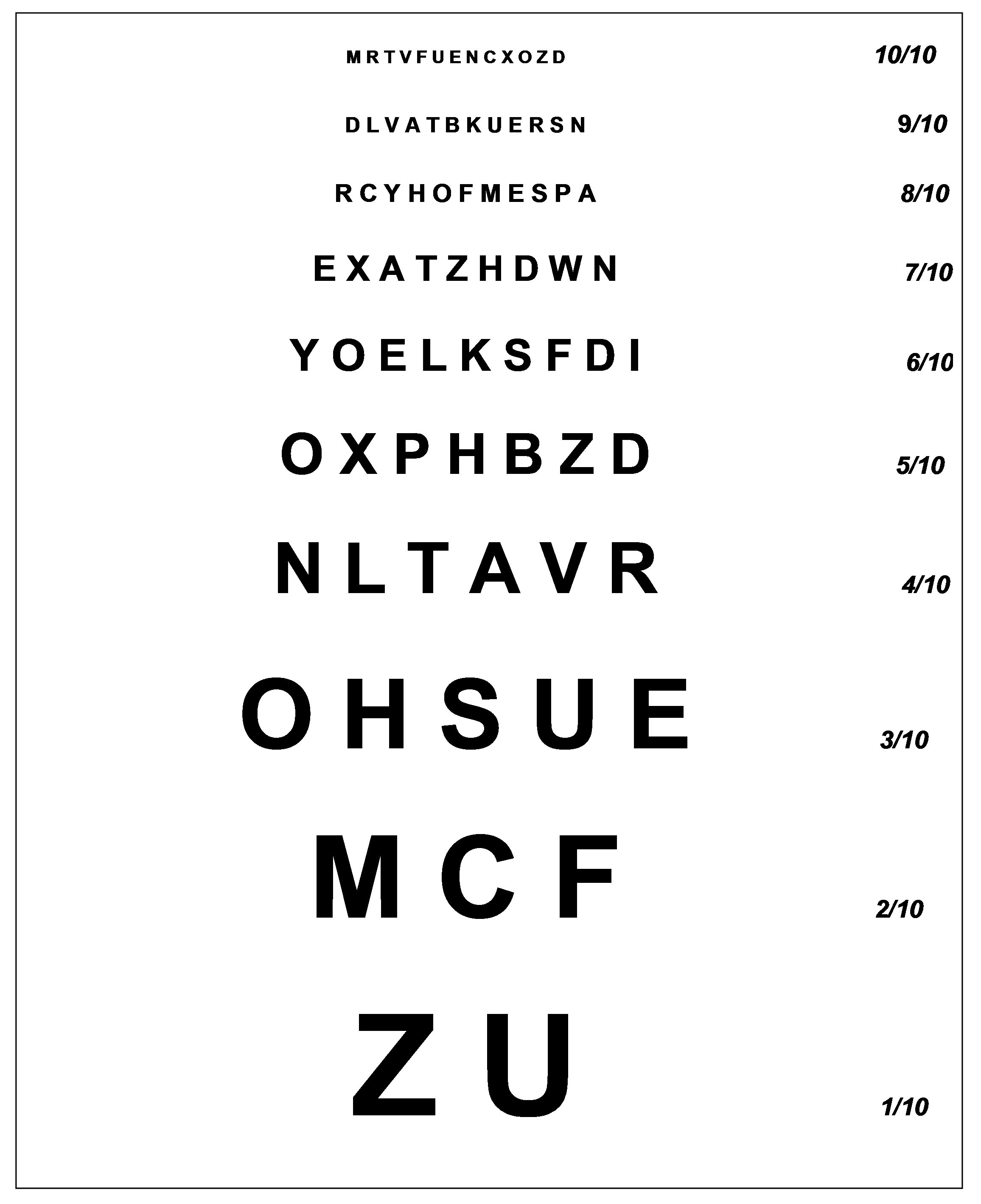
Présentation classique de l'échelle Monoyer.

Agrégé de physique à la faculté de médecine de Strasbourg, il est chargé de cours à la première chaire d'ophtalmologie de la faculté de Nancy. Il est ensuite nommé professeur de physique médicale à Lyon, entre 1877 et 1909.
Ferdinand Monoyer est l'un des promoteurs de la notion d'unité de « puissance optique ». C'est lui qui propose, en 1872, l'utilisation de la dioptrie (ou m-1) pour mesurer la « puissance » des verres des lentilles définie par l'inverse de sa distance focale F exprimée en mètre. Cette unité de vergence des systèmes optiques est définitivement adoptée par le Congrès d'ophtalmologie de Bruxelles en 1875.
Ferdinand Monoyer est l'inventeur de l'échelle Monoyer encore en usage actuellement et dans le monde entier pour mesurer l'acuité visuelle. Invention dans laquelle il cache ses nom, prénom et qualité. En effet, par un double acrostiche, en lisant chacune des premières lettres de chaque ligne en partant de l'avant-dernière ligne du bas, on peut lire MONOYER DM (docteur en médecine) et FERDINAND en ne lisant que les dernières lettres.
Il met au point un ophtalmoscope à trois observateurs. 
Membre de la Société des sciences naturelles de Strasbourg le 4 juillet 1865, il fait partie des Alsaciens qui choisirent la France et transférèrent la Société de Strasbourg à Nancy en fondant la Société des sciences de Nancy.

## Œuvres et publications
- Des fermentations, [thèse présentée à la Faculté de Médecine de Strasbourg, et soutenue publiquement le lundi 18 août 1862], Silbermann (Strasbourg), 1862, Texte intégral.
- Un ophthalmoscope portatif, typ. de veuve J. Van Buggenhoudt (Strasbourg), 1863, 5 p.
- Applications des sciences physiques aux théories de la circulation, G. Silbermann (Strasbourg), 30 mai 1863.
- Emploi du legs Strauss-Durckheim,  typographie de G. Silbermann (Strasbourg), 1866.
- Création à Strasbourg d'une école d'instruction pour les aveugles, G. Silbermann (Strasbourg), 1866, 30 p.
- Conférences de physique médicale faites pendant le semestre d'été 1865-1866, 1866, 56 p.
- Une extraction de cataracte dans un cas de luxation du cristallin, avec complication du côté du tractus uvéal et du corps vitré,  G. Silbermann (Strasbourg), 1867, 23 p.
- Des anomalies de la réfraction de l'œil : notions théoriques et observations cliniques, impr. de G. Silbermann (Strasbourg), 1868, 16 p. ; in-8, lire en ligne sur Gallica.
- Idée d'une nouvelle théorie entièrement physique des images consécutives, G. Silbermann (Strasbourg), 1868.
- « Sur l'introduction du couteau linéaire dans la pratique de l'iridectomie »[5],  (Strasbourg), 1871.
- « Description et usage de l'iconarithme, nouvel instrument destiné à faciliter l'étude des images fournies par les lentilles » [6], (Strasbourg), 1872.
- Épithélioma perlé ou margaritoïde de l'iris, Berger-Levrault (Paris) , 1872.
- Notions générales de zymologie Berger-Levrault et Cie (Paris), 1872.
- Discours d'inauguration prononcé le 19 février 1873 : cours d'ophtalmologie, [recueilli par M. le Dr Adrien Stoeber], Berger-Levrault et Cie (Paris), 1874, Éditeur scientifique: Faculté de médecine (Nancy). , 24 p. ; in-8, lire en ligne sur Gallica.
- De la Cure radicale de certaines formes de tumeurs lacrymales au moyen de l'excision partielle du sac, du cathétérisme méthodique et des injections au sulfate de soude, P. Asselin (Paris), 1873.
- « Recherches expérimentales sur l'équilibre et la locomotion chez les poissons ».
- « Échelle typographique pour la détermination de l’acuité visuelle », in: Comptes rendus de l'Académie des Sciences, 80 (113), 1875.
- Nouvelle formule destinée à calculer la force réfringente ou le numéro des lunettes du presbyte, Gauthier-Villars (Paris), 1875, 5 p.
- Du rôle étiologique de la douche murale descendante dans le développement des psychronoses, impr. de Berger-Levrault et Cie (Nancy), 1877, 4 p. ; in-8, lire en ligne sur Gallica.
- Extraction de la cataracte par le procédé quasi linéaire ou à section mésocyclique, simple ou composé, étude descriptive, taxonomique et critique, impr. de Berger-Levrault (Nancy), 1878, in-8° , 80 p., fig., pl., lire en ligne sur Gallica.
- Théorie des forces cosmiques basée sur les mouvements de la matière pondérable seule, non-existence de la matière impondérable, [notice lue à la Société des sciences médicales au mois de janvier 1881], impr. de Giraud (Lyon), 1881.
- Théorie générale des systèmes dioptriques centrés, Gauthier-Villars (Paris), 1883.
- Mesure et correction de la presbytie, G. Steinheil, 1898, 148 p.
- Les cinq réformes les plus urgentes pour les facultés de Médecine,  Rey (Lyon), 1904.
- Physique sociale : emploi combiné du système du quotient vrai et du système du quotient fictif pour la répartition des sièges dans la représentation proportionnelle, Librairie A. Rousseau (Paris), 1906, Texte intégral.
- Sur la tension superficielle des liquides, [conférence] impr. de Schneider (Lyon), 1906.

Traduction
- Wilhelm Wundt: Traité élémentaire de physique médicale (2e éd.), trad. avec de nombreuses additions, par le Dr Ferdinand Monoyer, 2e éd. française, rev. et augm. par le Dr Armand Imbert, J.-B. Baillière et fils (Paris), 1884, XX-796 p. : ill., pl. en coul. ; in-8, lire en ligne sur Gallica.